# مادة رقم 15
مادة رقم 15 هو فيلم دراما جريمة هندي من إخراج أنوبهاف سينها وبطولة أيوشمان كورانا، ساياني غوبتا، نصار ومانوج باهوا، صدر الفيلم في 28 يونيو عام 2019.

## روابط خارجية
مادة رقم 15 على موقع IMDb (الإنجليزية)
- مادة رقم 15 على موقع روتن توميتوز (الإنجليزية)
- مادة رقم 15 على موقع نتفليكس (الإنجليزية)
- مادة رقم 15 على موقع قاعدة بيانات الفيلم (الإنجليزية)
- مادة رقم 15 على موقع ليتربوكسد (الإنجليزية)
- مادة رقم 15 على موقع كينوبويسك (الروسية)